# Giro di Sassonia 2008
Il Giro di Sassonia 2008, ventiquattresima edizione della corsa, si svolse dal 23 al 27 luglio 2008 su un percorso di 794 km ripartiti in 5 tappe, con partenza e arrivo a Dresda. Fu vinto dal tedesco Bert Grabsch del Team Columbia davanti all'australiano Michael Rogers e all'altro tedesco Tony Martin.

## Tappe
| Tappa  | Data      | Percorso                                    | km  | Vincitore di tappa | Leader cl. generale |
| ------ | --------- | ------------------------------------------- | --- | ------------------ | ------------------- |
| 1ª     | 23 luglio | Dresda > Niesky                             | 183 | André Greipel      | André Greipel       |
| 2ª     | 24 luglio | Görlitz > Frohburg                          | 238 | Dean Downing       | Dean Downing        |
| 3ª     | 25 luglio | Eilenburg > Freital                         | 178 | André Greipel      | André Greipel       |
| 4ª     | 26 luglio | Großenhain > Großenhain (cron. individuale) | 37  | Bert Grabsch       | Bert Grabsch        |
| 5ª     | 27 luglio | Dresda > Dresda                             | 158 | Karsten Kroon      | Bert Grabsch        |
| Totale | Totale    | Totale                                      | 794 |                    |                     |

## Dettagli delle tappe

### 1ª tappa
- 23 luglio: Dresda > Niesky – 183 km

| Pos. | Corridore     | Squadra  | Tempo    |
| ---- | ------------- | -------- | -------- |
| 1    | André Greipel | Columbia | 4h36'37" |
| 2    | Ben Swift     |          | s.t.     |
| 3    | Dennis Pohl   | 3C       | s.t.     |

| Pos. | Corridore     | Squadra  | Tempo    |
| ---- | ------------- | -------- | -------- |
| 1    | André Greipel | Columbia | 4h36'25" |
| 2    | Ben Swift     |          | a 6"     |
| 3    | Tobias Erler  | 3C       | s.t.     |

### 2ª tappa
- 24 luglio: Görlitz > Frohburg – 238 km

| Pos. | Corridore      | Squadra  | Tempo    |
| ---- | -------------- | -------- | -------- |
| 1    | Dean Downing   | Rapha    | 5h52'17" |
| 2    | Jan Valach     | ELK Haus | s.t.     |
| 3    | Michael Rogers | Columbia | s.t.     |

| Pos. | Corridore      | Squadra  | Tempo     |
| ---- | -------------- | -------- | --------- |
| 1    | Dean Downing   | Rapha    | 10h28'44" |
| 2    | Jan Valach     | ELK Haus | a 4"      |
| 3    | Michael Rogers | Columbia | a 6"      |

### 3ª tappa
- 25 luglio: Eilenburg > Freital – 178 km

| Pos. | Corridore        | Squadra  | Tempo    |
| ---- | ---------------- | -------- | -------- |
| 1    | André Greipel    | Columbia | 4h36'37" |
| 2    | Alberto Ongarato | Milram   | s.t.     |
| 3    | Dennis Pohl      | 3C       | s.t.     |

| Pos. | Corridore      | Squadra  | Tempo     |
| ---- | -------------- | -------- | --------- |
| 1    | André Greipel  | Columbia | 15h02'44" |
| 2    | Jan Valach     | ELK Haus | s.t.      |
| 3    | Michael Rogers | Columbia | a 2"      |

### 4ª tappa
- 26 luglio: Großenhain > Großenhain (cron. individuale) – 37 km

| Pos. | Corridore      | Squadra  | Tempo  |
| ---- | -------------- | -------- | ------ |
| 1    | Bert Grabsch   | Columbia | 42'32" |
| 2    | Tony Martin    | Columbia | a 21"  |
| 3    | Michael Rogers | Columbia | a 44"  |

| Pos. | Corridore      | Squadra  | Tempo     |
| ---- | -------------- | -------- | --------- |
| 1    | Bert Grabsch   | Columbia | 15h45'37" |
| 2    | Michael Rogers | Columbia | a 24"     |
| 3    | Tony Martin    | Columbia | a 25"     |

### 5ª tappa
- 27 luglio: Dresda > Dresda – 158 km

| Pos. | Corridore           | Squadra       | Tempo    |
| ---- | ------------------- | ------------- | -------- |
| 1    | Karsten Kroon       | CSC-Saxo Bank | 3h33'41" |
| 2    | Johannes Fröhlinger | Gerolsteiner  | s.t.     |
| 3    | Clemens Fankhauser  | ELK Haus      | s.t.     |

| Pos. | Corridore      | Squadra  | Tempo     |
| ---- | -------------- | -------- | --------- |
| 1    | Bert Grabsch   | Columbia | 19h19'33" |
| 2    | Michael Rogers | Columbia | a 24"     |
| 3    | Tony Martin    | Columbia | a 25"     |

## Classifiche finali

### Classifica generale
| Pos. | Corridore           | Squadra            | Tempo     |
| ---- | ------------------- | ------------------ | --------- |
| 1    | Bert Grabsch        | Team Columbia      | 19h19'33" |
| 2    | Michael Rogers      | Team Columbia      | a 24"     |
| 3    | Tony Martin         | Team Columbia      | a 25"     |
| 4    | Jason McCartney     | Team CSC-Saxo Bank | a 1'05"   |
| 5    | Gustav Erik Larsson | Team CSC-Saxo Bank | a 1'31"   |
| 6    | Stephan Schreck     | Gerolsteiner       | a 2'20"   |
| 7    | Linus Gerdemann     | Team Columbia      | a 2'22"   |
| 8    | Paul Martens        | Rabobank           | a 2'29"   |
| 9    | Lars Bak            | Team CSC-Saxo Bank | a 2'50"   |
| 10   | André Greipel       | Team Columbia      | a 3'01"   |